# 세계수의 미궁 X
《세계수의 미궁 X》('세계수의 미궁 크로스')는 아틀러스가 제작한 던전 탐험 롤플레잉 비디오 게임이다. 《세계수의 미궁》 시리즈 여섯 번째 본편으로 닌텐도 3DS로 개발된 마지막 작품이다. 일본서 2018년 8월 2일 처음 출시됐다. 북미 및 유럽 지역에선 《에트리안 오디세이 넥서스》라는 제목으로 발매됐다.
시리즈 전체에 헌정하는 기념비적인 작품으로, 《세계수의 미궁 (2007)》부터 《세계수의 미궁 V: 오랜 신화의 끝 (2016)》까지 다섯 본편 게임들의 직업, 던전, 보스, 등장인물 및 게임플레이 요소들이 전부 재도입된 것이 특징이다.

## 반응
《세계수의 미궁 X》는 리뷰 애그리게이터 웹사이트 메타크리틱에서 81/100점을 기록해 "대체적으로 긍정적인 평가"를 받았다.

## 참조

### 내용주
1. ↑  일본어: 世界樹の迷宮X
2. ↑  영어: Etrian Odyssey Nexus